# سیارک ۱۵۲۳۹
سیارک ۱۵۲۳۹ (به انگلیسی: 15239 Stenhammar، نامگذاری:1989CR2) پانزده هزار و دویست و سی و نهمین سیارک کشف شده است که در ۴ فوریه ۱۹۸۹ کشف شد.
قدر مطلق سیارک برابر ۳۵٫۴ است.